# 認知件数
認知件数とは、警察等捜査機関によって犯罪の発生が認知された件数をいう。認知件数と実際の発生件数の差を暗数といい、公的に認知された発生件数という意味において、認知件数は単に発生件数ともいう。
ちなみに、検挙件数とは、警察で事件を送致・送付又は微罪処分をした件数。

## 概要
犯罪の認知（件数）とは、犯罪の発生を確認した件数に過ぎず、全国で発生したすべての犯罪件数（発生件数）ではない。警察統計では、昭和40年までは「発生件数」という用語が使われていたが、41年に名称が「認知件数」と変更された。そもそも、社会事象の発生をすべて観察することは不可能であるため、発生件数という用語は誤解を生じることにつながる。

### 算出基準
認知件数の大きな特徴は、交通違反などの一斉取り締まりを除いて、市民や被害者からの犯罪発生の届出受理件数である点にある。つまり、被害者や目撃者が事件を届けなければ犯罪発生は認知されないし、届けられた事件が犯罪を構成すると警察が考えなければ認知されたことにならない。
例えば、2001年の大阪府の刑法犯犯罪認知件数は前年に比べ7万5000件も増加したが、『毎日新聞』によると、従来の統計は、捜査側の都合に合わせたものだった為、警察庁が「警察改革要綱」の中で警察行政の透明化などを各都道府県警察本部に指示した結果、大阪府警では「警察改革要綱」が発表された翌月の2000年9月、刑事部長名で「犯罪として問えるものはすべて受理し、犯罪統計に上げること」との通達を出した。そして明らかにその月から刑法犯認知件数が増加した。それは従来のやり方では計上されないものを多く含んでおり、大阪府警分だけでも四国4県分以上に相当する数が増えたとしている。この年は前年比で富山県が47%増と最も多く、大阪府を含めた6府県で3割以上、10%以上の激増地域は23府県にのぼる一方、残る24都道県では1桁台の微増か減少で、東京都は約1%増に過ぎなかった。しかし、110番受理件数で見ると2001年度では大阪は約75.7万件であるのに対し、東京は約133万件もあった。同様に、平成19年における110番で犯罪に関する受理件数では東京334504件、大阪177187件と東京のほうが倍近く多かった。このことは、すべての都道府県でこの方針が守られているとは限らないこと、基準を変更すれば昔の犯罪認知件数はずっと多くなることを意味する。『毎日新聞』の記事によると、これまでは警察署で被害届を受理しても、すべてを発生原票に記したわけではなく、書き込むかどうか、警察官の判断が介入しており、申告内容が不確か、被害が判然としないなど理由はさまざまで、なかには、正当な理由とは受け取れないものも交じるようになっていたという。
元警視庁警部補で警察評論家の犀川博正は、「検挙率や犯罪発生件数は警察が発表している数字であり、こうした数字を鵜呑みにしてはいけない。」、「警察は検挙率を上げ、犯罪率を下げるために、刑法犯認知件数を操作している。被害届や告訴を受理せず、不審死を事故死として扱い、犯罪が発生していないことにしている。」との指摘を行なっている。
ある意味では、認知件数は、届ける人の判断（警察に対する信頼や事件の重要性）と警察の判断といった二重のフィルターを経た事件数である。
したがって、認知件数は、市民がどの程度の犯罪を通報するかや、警察の活動方針の変更（民事不介入原則の見直しなど）によって大きく変動する。
例：桶川ストーカー殺人事件の世論批判に対応して2000年3月に出された警察庁次長からの通達「犯罪等による被害の未然防止活動の徹底について（依命通達）」。この年、刑法犯の認知件数が急増し、全国的な検挙率が前年に比べて急落した（1999年33.8パーセント、2000年23.6パーセント）。
神奈川県警厚木警察署が、認知件数の目標を10件以内と決め、認知件数が目標を超過した場合は当直者全員に巡回などの「残業」を課していた事例では、残業を忌避するために被害を受理せず、認知件数が減ったと指摘する声がある。
2011年1月13日、佐賀県警が2009年2月から2010年6月に県内で起きた人身事故の件数を組織ぐるみで隠蔽、過少に公表していたと発表した。交通を管轄する担当部課長が、「私有地内や道路で起きた軽微な人身事故は交通事故の人身事故として計上しない」と文書で通達した。通達内容に対する疑義が交通部内で起きていたが、交通部長が最終責任を取ることとして是正されず、前の交通部長が定年退職した後に内部調査が行なわれた。なお、これらの事故はもちろん人身事故に数えられるものである。背景として、前年に人口比での交通事故件数がワースト2となり、交通事故対策の効果が無かったことが原因とされる。なお、是正される前の09年と前年を比べた交通事故減少率は、全国一であった。